# Diplomys caniceps
Diplomys caniceps là một loài động vật có vú trong họ Echimyidae, bộ Gặm nhấm. Loài này được Günther mô tả năm 1876.